# Taraxacum melanthoides
Taraxacum melanthoides — вид квіткових рослин з родини айстрових (Asteraceae). Вид зростає в Європі: Бельгія, Чехія, Данія, Фінляндія, Німеччина, Велика Британія, Нідерланди, Норвегія, Польща, Швеція; це багаторічна рослина помірних біомів.

## Опис
Листки явно волосисті. Черешок сильно звужений біля основи, приземлений крилатий. Середня жилка і більші бічні жилки білуваті й чітко виступають. Поверхня листя вкрита фіолетовими плямами. Бічних часток 5–7, вузькотрикутних, розпростертих і витягнутих у загострену верхівку. Верхня сторона бічних часток нерівномірно дрібнозубчаста. Міждолі досить довгі, злегка фіолетового кольору. Кінцева частка коротка шоломоподібна, незубчаста, іноді з одним зубцем, часто надрізана. Обгортка завширшки до 3,5 мм, не зубчаста, сильно відігнута. Квіткова голова до 4 см в діаметрі.